# Městské opevnění (Bělá pod Bezdězem)
Městské opevnění v Bělé pod Bezdězem vzniklo současně se zbudováním města v první polovině 14. století. Město však bylo během husitských válek dvakrát vypáleno a části opevnění přestavovány, podoba původních hradeb je proto nejasná. Dochovala se Česká brána s předbraním, přilehlým parkánem, příkopem a částí hradeb.

## Hradby

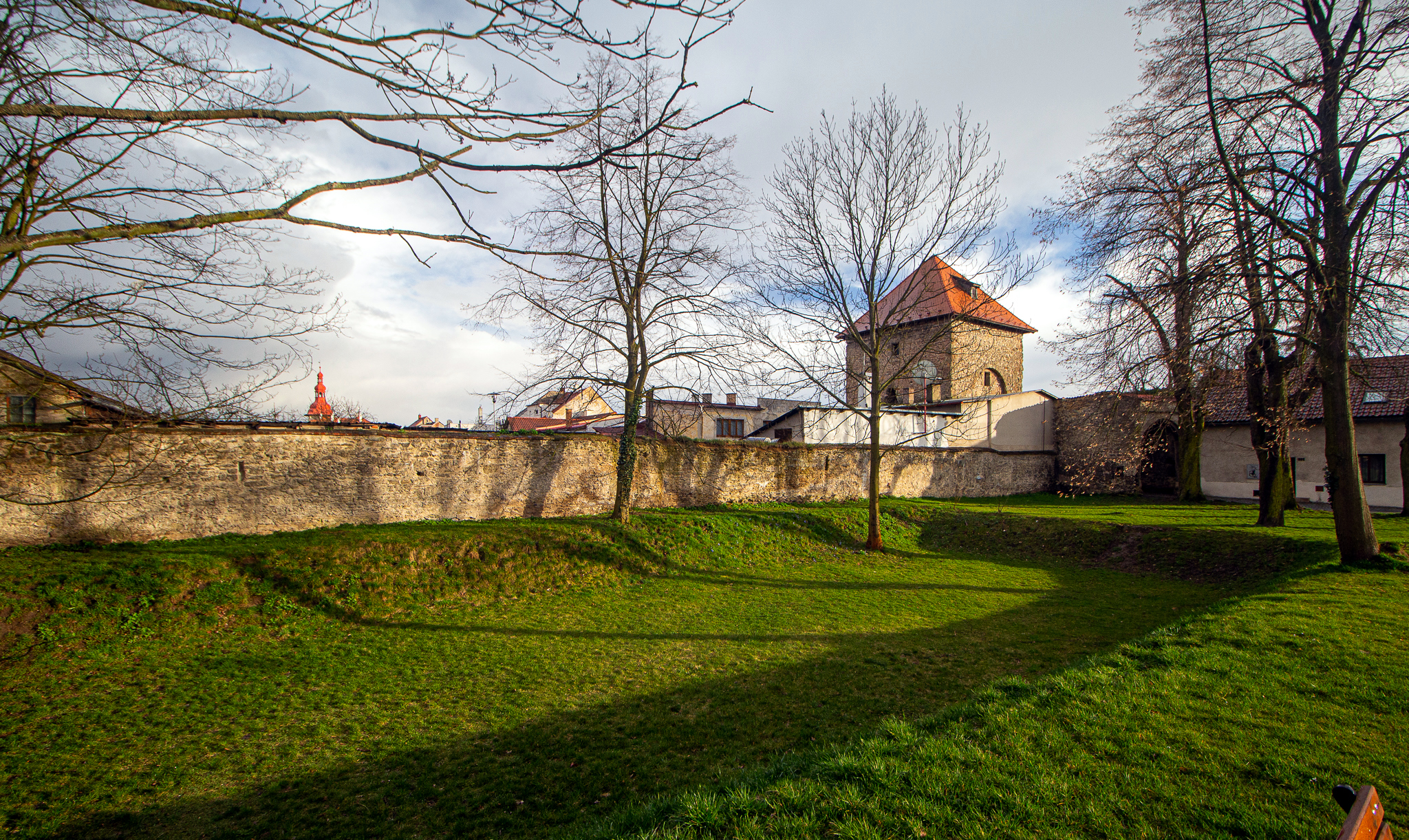
Městské hradby a Česká brána

Strategická poloha města na ostrohu nad údolím potoka Bělé na severovýchodě, a Vlčího dolu na jihu, sama o sobě ztěžovala přístup do města. Na těchto svazích bylo proto město opevněno jednoduchou hradbou vysokou sedm metrů a širokou půl metru. Nad stykem obou údolí byla vystavěna tvrz (dnešní zámek).
Na západní straně města, otevírající se do Podbezdězské roviny, stála hradba dvojitá a před ní sedmnáct metrů široký hradební příkop. Dvojice hradeb ve vzdálenosti deset metrů od sebe byla oddělena parkánem a vnější hradba byla zesílena baštami. Hradby byly postaveny z lomového pískovce, se zubovitým cimbuřím a střílnami, s přístupem po dřevěném krytém ochozu.

## Městské brány
Součástí původního opevnění bylo 5 bran, z nichž poloha čtyř je známa (na plánu města z roku 1797), a branka (fortna). Na jižní straně hradeb stála poblíž farního kostela další brána, která byla kolem roku 1559 zazděna a její přesné umístění není známo.
Česká bránaČeská brána uzavírá dnešní Českou ulici. Jedná se o jedinou dochovanou městskou bránu. V současnosti je využívána jako galerie. Vedla jí cesta směrem na Mělník. Tvoří ji hranolová věž (široká 9,8 m) z první poloviny 14. století s nízkou jehlanovitou novodobou střechou. Je vysoká třináct metrů, původně však byla zřejmě vyšší (dle Šimáka dochovaná podoba představuje jen dvě pětiny původní výšky) a měla sedlovou střechu. Věž je spojená s vnitřní hradbou. Uzavírala se dřevěnými vraty a spouštěnou železnou mříží. V předbraní, součástí vnější hradby, je mostová brána z roku 1522, ze které se přes hradební příkop spouštěl padací most. Jedna z dřevěných mostních kladek v oblouku je dochována, druhá přidána druhotně. Příkop před Českou branou byl zavezen roku 1688.
Německá bránaNěmecká brána (též Klášterská) uzavírala dnešní Tyršovu ulici v křížení s Tutovou ulicí poblíž kláštera. Vedla jí cesta směrem na Bezděz. O této bráně se zmiňuje již listina Hynka Berky z Dubé z roku 1337. V bráně visel obraz Čtrnácti svatých pomocníků malovaný na plechu. Brána byla zbořena roku 1813 při stavbě silnice do České Lípy.
Kuřívodská bránaKuřívodská brána (též Mazaná, protože byla zřejmě dřevěná a omazaná hlínou) uzavírala dnešní Krupskou ulici v křížení s Bezdězskou ulicí. Vedla jí cesta směrem na Kuřívody. Doba zániku brány není známa, ale od roku 1764 už neměla přiděleného branného.
Pražská bránaPražská brána (též Dolní nebo Zámecká) uzavírala dnešní Zámeckou ulici v místech pod křížením s Farskou ulicí. Vedla jí cesta směrem na Prahu. Zbořena byla roku 1813 při stavbě silnice do Mladé Boleslavi.
FortnaFortna uzavírala dnešní Arnoštskou ulici a sloužila pěším pro příchod k bělskému potoku. Ještě roku 1780 měla přiděleného fortnáře.

## Galerie

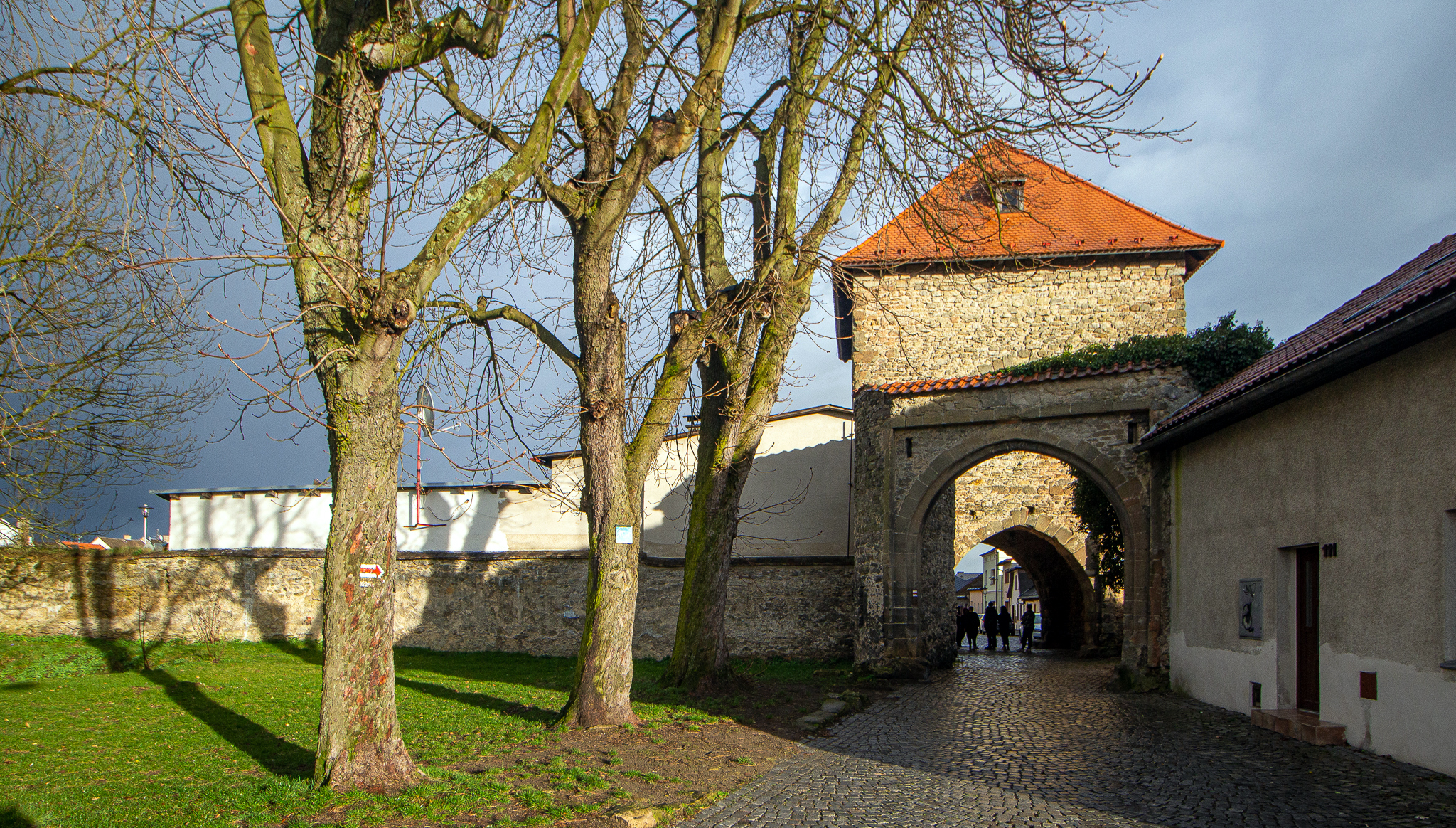
Česká brána s částí dochovaných hradeb
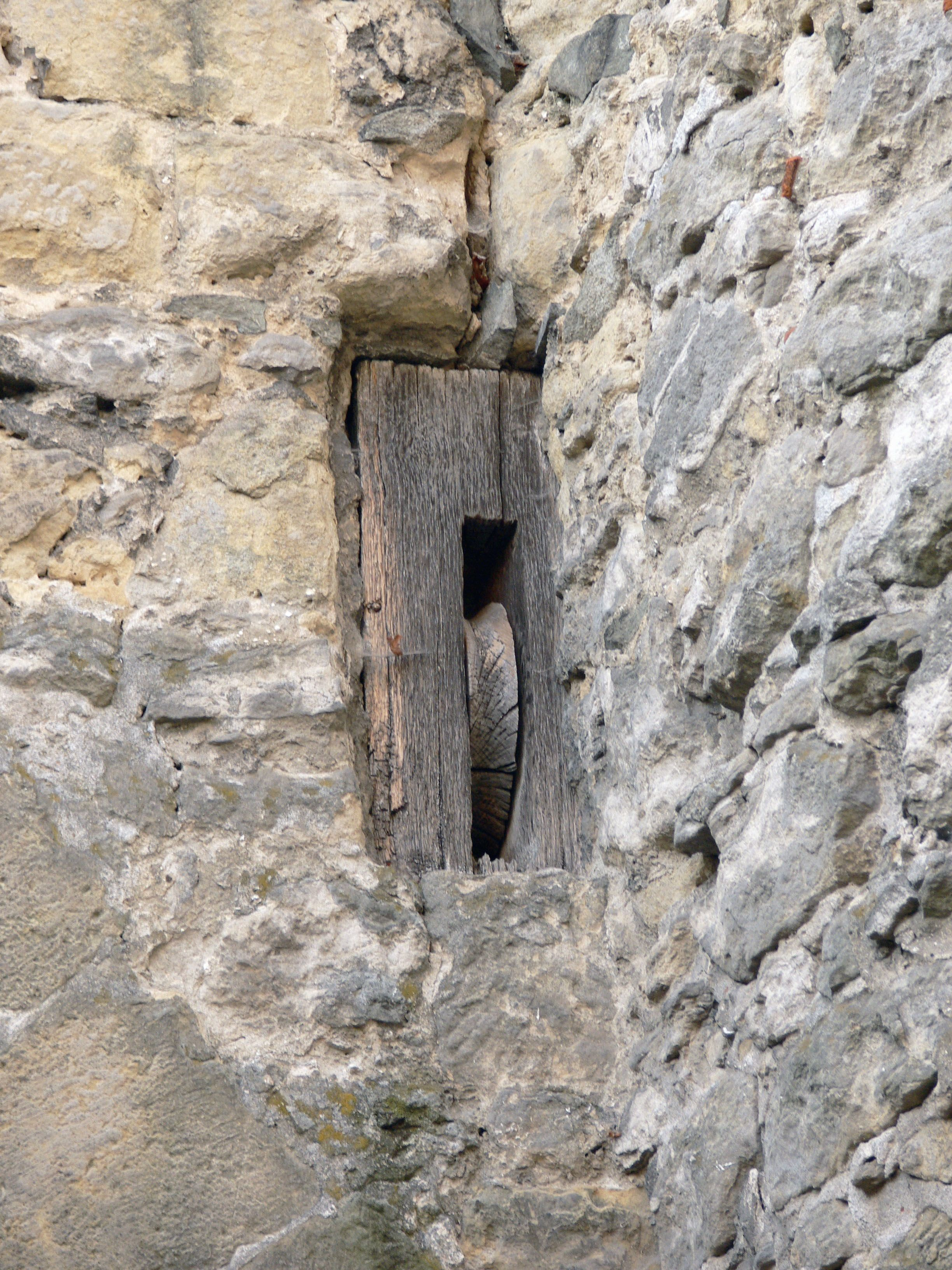
Detail dřevěné kladky k padacímu mostu v předbraní České brány
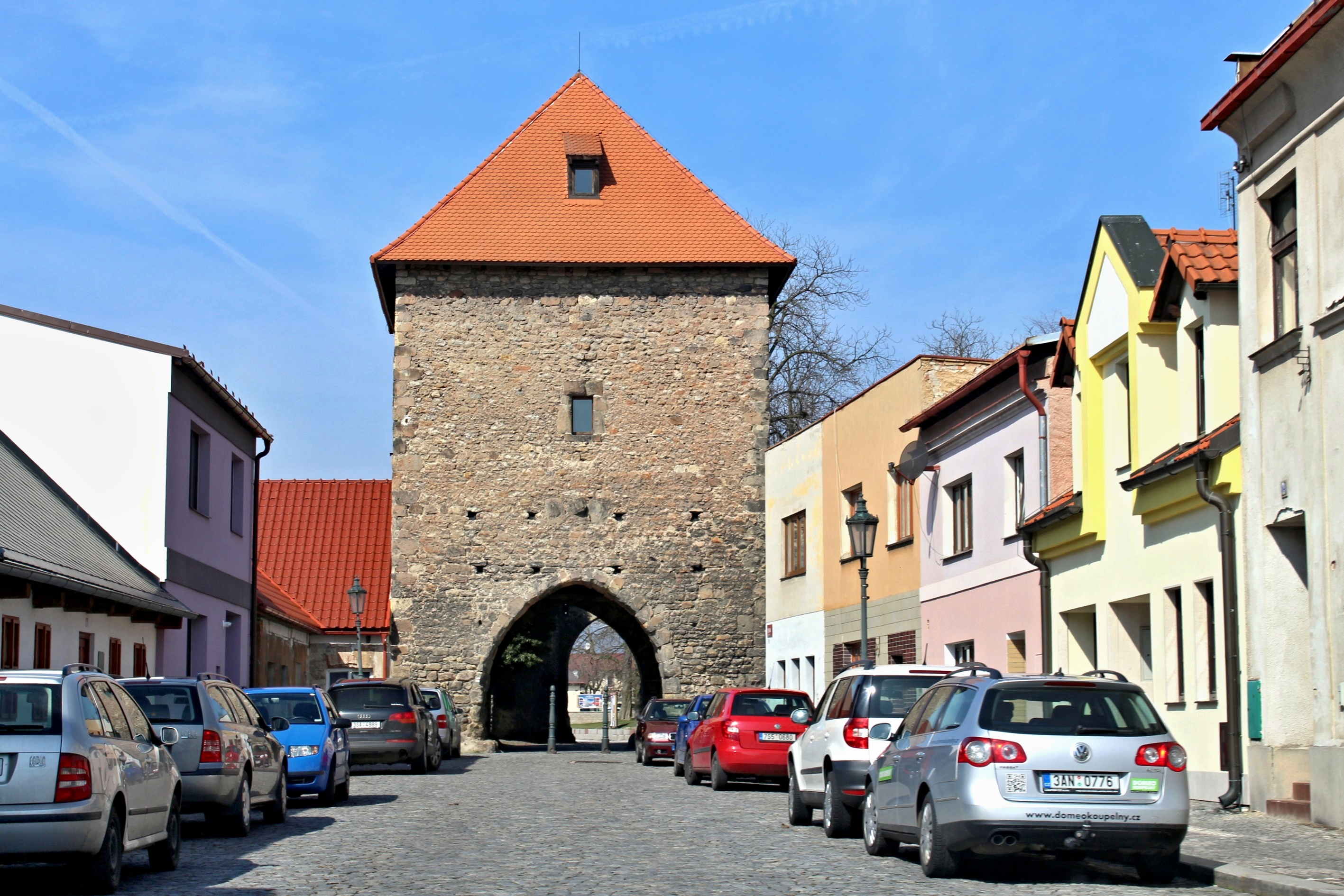
Česká brána, pohled z České ulice od náměstí